# Lingue athabaska della costa del Pacifico
Le lingue athabaska della costa del Pacifico è un raggruppamento geografico e, forse genealogico, all'interno della famiglia linguistica delle lingue athabaska.

## Classificazione
Non esiste unanimità, in campo accademico, sull'esistenza del gruppo e sul numero di lingue che vi farebbero parte, quella che segue è la classificazione indicata da ethnologue.com (18ª edizione), che suddivide il gruppo in due sottogruppi geografici:
(tra parentesi tonda il numero di lingue del raggruppamento)
[tra parentesi quadra il codice linguistico internazionale]
(†) lingua estinta
- lingue athabaska della costa del Pacifico (9) 
  - California (4) 
    - Lingua hupa [hup]
    - Lingua kato [ktw] (†)
    - Lingua mattole [mvb] (†)
    - Lingua wailaki [wlk] (†)

  - Oregon (5)
    - Lingua coquille [coq] (†)
    - Lingua galice [gce]
    - Lingua tututni [tuu] (o Lingua del fiume canaglia) (†)
    - Lingua tolowa-chetco
      - Lingua chetco [ctc]
      - Lingua tolowa [tol]

Secondo altre scuole di pensiero del gruppo avrebbero fatto parte anche alcune lingue oggi estinte quali:
- Lingua applegate (†)
- Lingua galice (†)
- Lingua del fiume Eel (†)
- Lingua del fiume degli Orsi (†)
- Lingua umpqua superiore (†)